# Primula palinuri
Primula palinuri Petagna – gatunek rośliny z rodziny pierwiosnkowatych (Primulaceae Vent.). Występuje endemicznie we Włoszech – na wapiennym wybrzeżu Morza Tyrreńskiego w regionach Kampania i Basilicata oraz w Kalabrii. Gatunek jest symbolem Parku Narodowego Cilento, Vallo di Diano i Alburni. 

## Morfologia

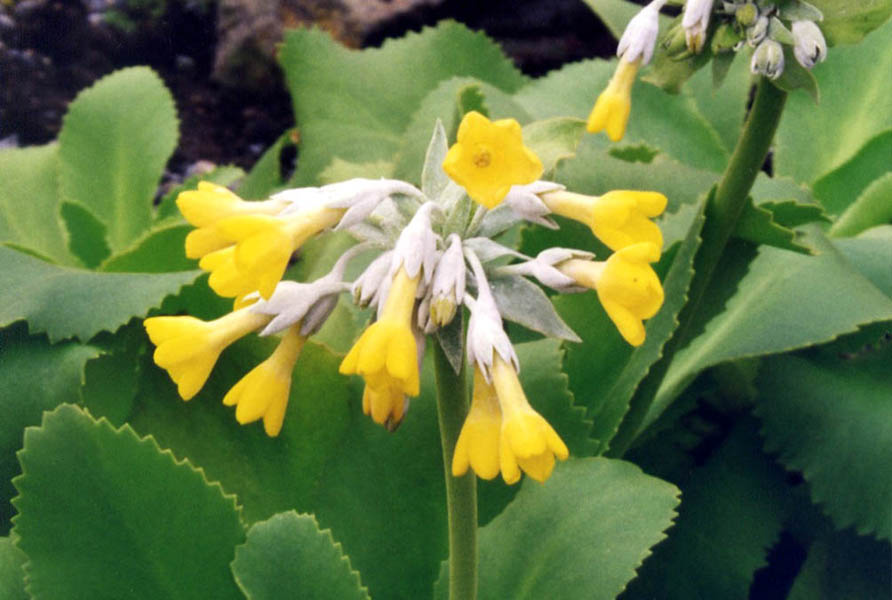
Kwiaty

LiścieLiście odziomkowe zebrane są w różyczkę. Są mięsiste, lepkie, skórzaste, ale nie sztywne. Przylegają do podłoża. Liść na brzegu jest ząbkowany.
KwiatyZebrane w kwiatostany. Rozwijają się na głąbiku dorastającym do 15–20 cm wysokości. Działki kielicha gładkie, o kształcie cylindrycznym, mają białą barwę i pokryte są kredowym nalotem. Płatki są złotożółte.
Gatunki podobneRoślina jest podobna do pierwiosnka łyszczaka (P. auricula L.).

## Biologia i ekologia
Rośnie na wapiennym podłożu, na półkach lub w szczelinach skalnych. Występuje na wysokości do 200 m n.p.m. Preferuje stoki z ekspozycją na północ i północny zachód. Często rośnie w towarzystwie takich gatunków jak: Dianthus rupicola, Iberis semperflorens, Centaurea cineraria, Daucus carota subsp. drepanensis, Limbarda crithmoides czy kowniatek morski (Crithmum maritimum).
Zasięg występowania tego gatunku wynosi 9198 km², natomiast obszar wykorzystania obejmuje 60 km². Istnieje sześć głównych subpopulacji, które są mocno podzielone. Subpopulacje te znajdują się w Capo Palinuro (10 skupisk), Punta degli Infreschi (9 skupisk), Punta Caina (8 skupisk), Grotta della Madonna (2 skupiska), Isola di Dino/Scogliera Fiuzzi (16 skupisk) oraz Capo Scalea (2 skupiska). Liczebność całej populacji szacowana jest na około 18 500 dojrzałych osobników (+/-20%).

## Ochrona
W Czerwonej księdze gatunków zagrożonych został zaliczony do kategorii EN – gatunków zagrożonych wyginięciem. W regionach Kampania i Kalabria odnotowano spadek populacji o 50%, natomiast w Basilicacie liczebność populacji zmniejszyła się o 2%. Najpoważniejszymi zagrożenia dla tego gatunku są rozwój turystyki, presja ze strony gatunków inwazyjnych, kolekcjonowanie okazów i pożary wywołane przez człowieka. 
Gatunek P. palinuri jest wymieniony w załączniku II dyrektywy siedliskowej oraz w załączniku I konwencji berneńskiej. Subpopulacje w Capo Palinuro, Punta degli Infreschi i Punta Caina znajdują się na terenie Parku Narodowego Cilento, Vallo di Diano i Alburni. Ponadto roślina jest uprawiana w ogrodach botanicznych w Pietra Corva, Hanbury, Jenie, Padwie, Parmie, Bolonii, Neapolu, Portici, Cosenza.